# Антоновцы (Хмельницкая область)
Анто́новцы (укр. Антонівці) — село в Хмельницком районе Хмельницкой области Украины.
У села берёт начало река Волчок (приток Волка).
Население по переписи 2001 года составляло 539 человек. Почтовый индекс — 32115. Телефонный код — 3853. Занимает площадь 0,89 км². Код КОАТУУ — 6825880401.

## Местная власть
32100, Хмельницкая обл., Хмельницкий р-н, пгт Ярмолинцы

## Галерея

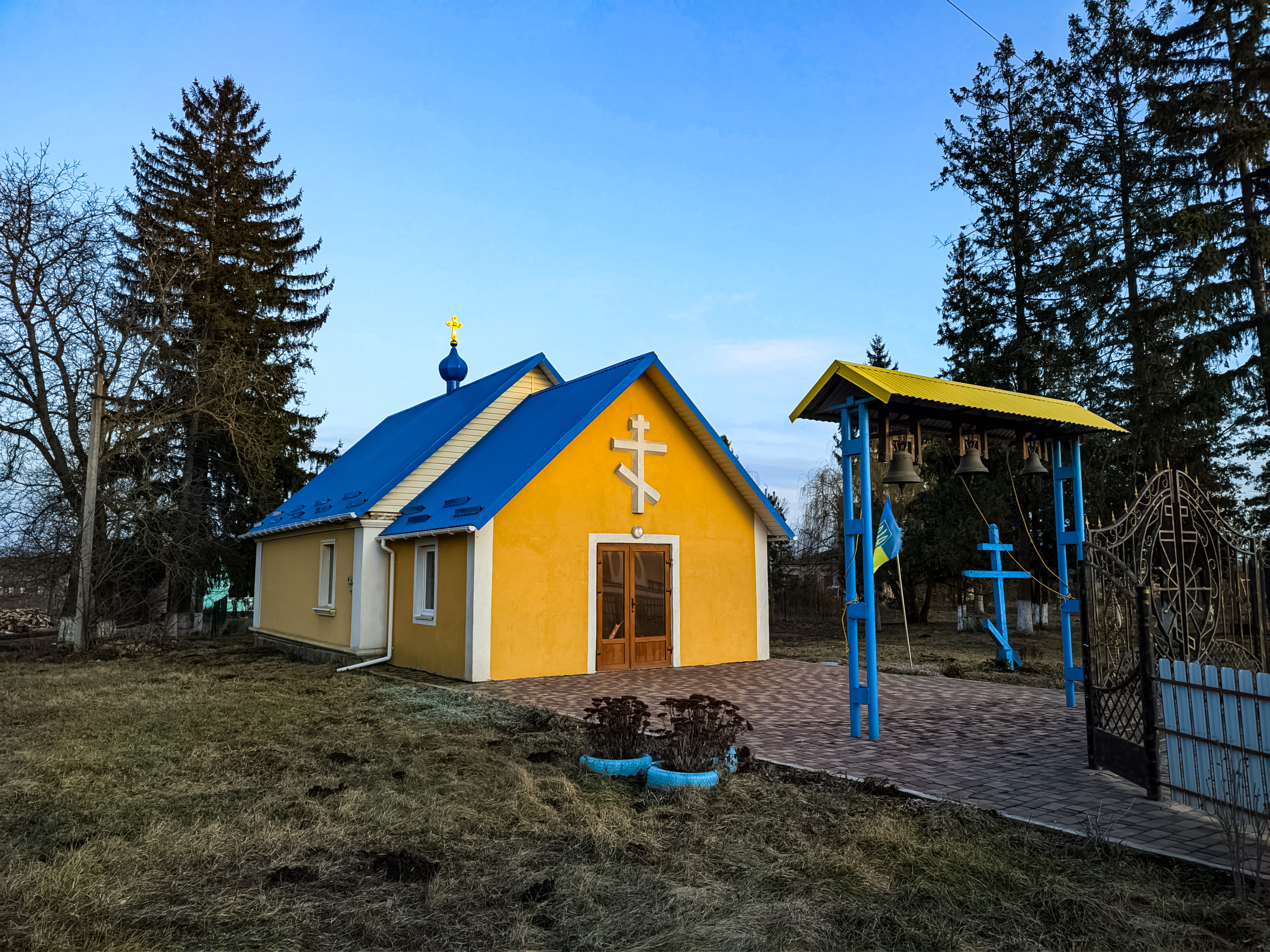
Церковь
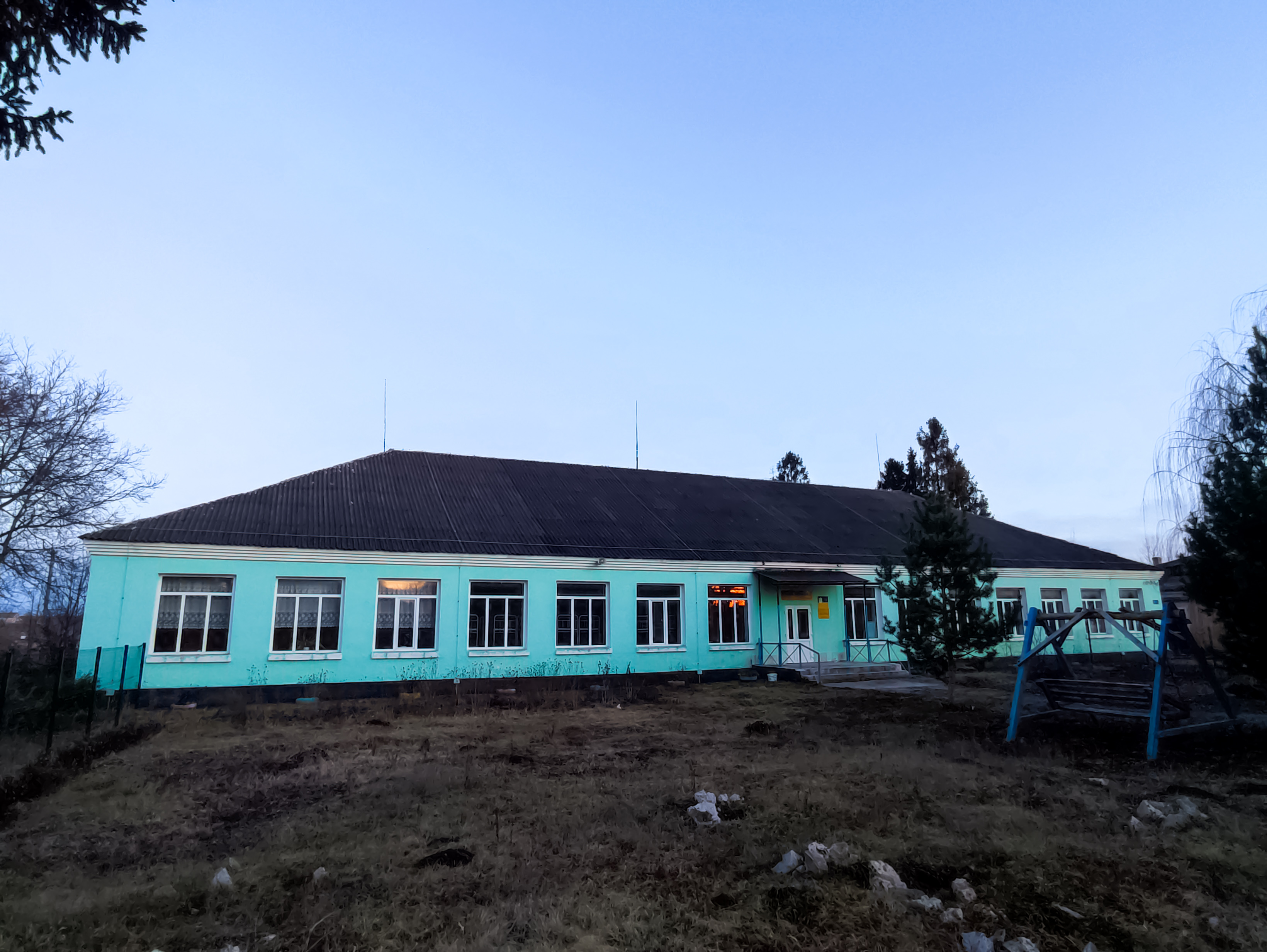
Бывшая школа
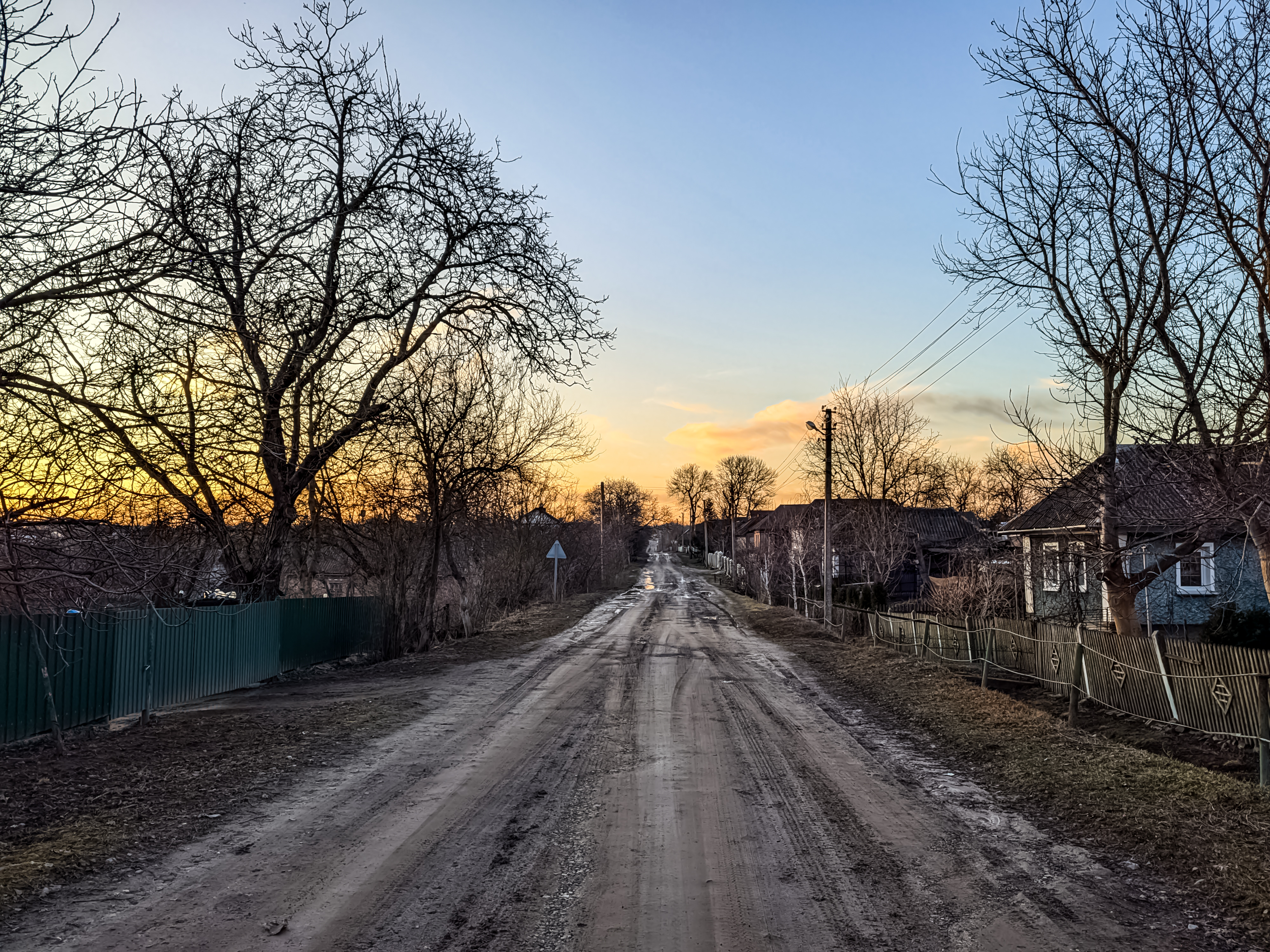
Улица Центральная
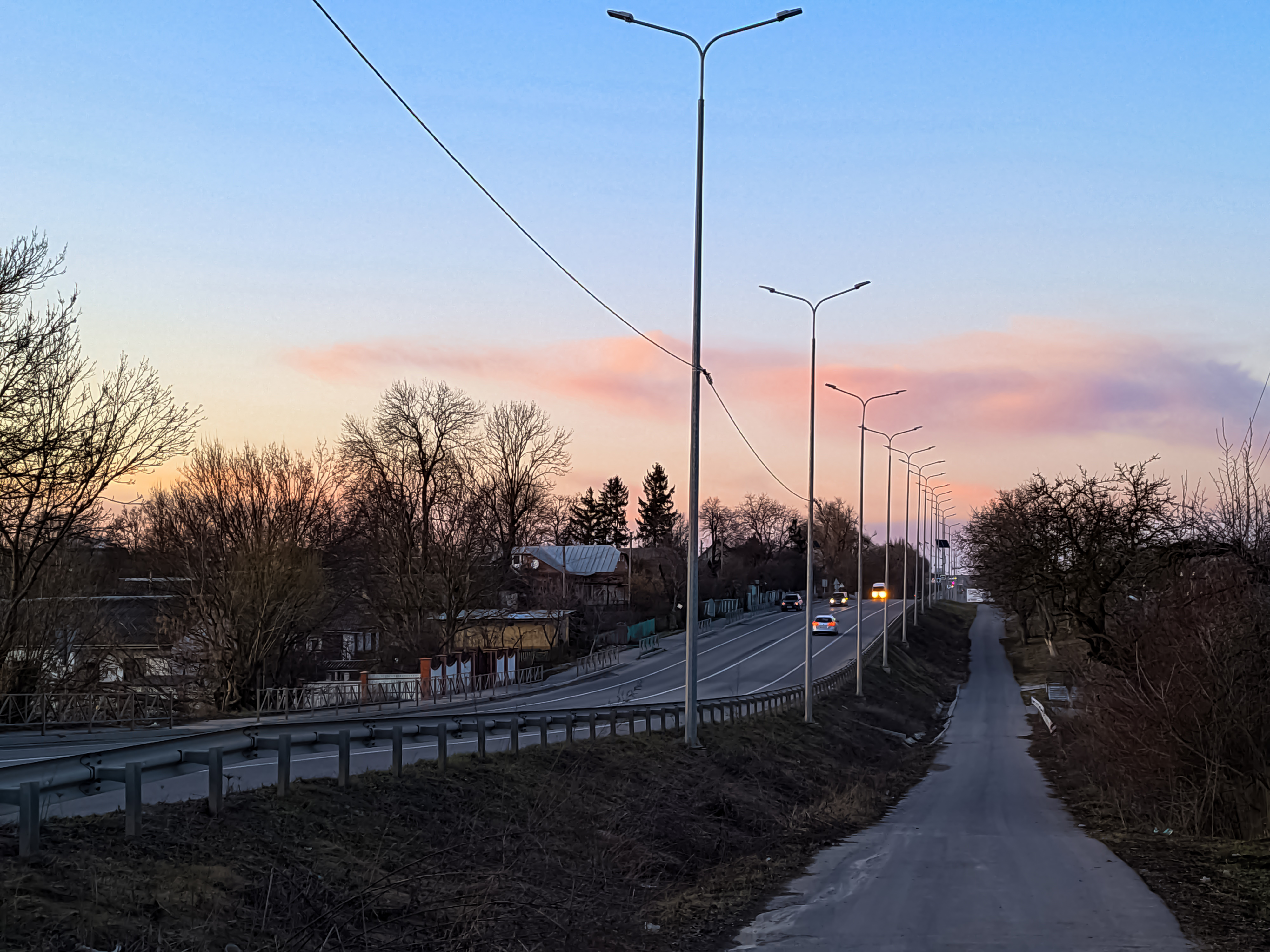
Автотрасса Н03, проходящая через село